# Золотий м'яч 2005
«Золотий м'яч 2005»

28 листопада 2005
Найкращий футболіст в Європі: 
 Роналдінью
 (вперше)

← 2004 * Золотий м'яч * 2006 →
Золотий м'яч 2005 року — 50-те щорічне вручення нагороди найкращому футболісту європейського клубу (незалежно від національності), за підсумками опитування від журналу «Франс Футбол».

## Процедура голосування
Починаючи з 1995 року в число претендентів на «Золотий м'яч» входили, не тільки представники Європи, але й інших континентів, які виступали у європейських чемпіонатах. Перед проведенням опитування журналістами «Франс Футбол» був складений попередній список із 50 претендентів на нагороду.
В опитуванні взяли участь представники 52 футбольних асоціацій УЄФА, зокрема: Австрії, Андорри, Азербайджану, Албанії, Англії, Бельгії, Білорусі, Болгарії, Боснії, Вірменії, Греції, Грузії, Данії, Естонії, Ізраїля, Ірландії, Ісландії, Іспанії, Італії, Казахстану, Кіпру, Латвії, Ліхтенштейну, Литви, Люксембургу, Македонії, Мальти, Молдови, Нідерландів, Німеччини, Норвегії, Північної Ірландії, Польщі, Португалії, Румунії, Росії, Сан-Марино, Сербії та Чорногорії, Словаччини, Словенії, Туреччини, Угорщини, Уельсу, України, Фарерських островів, Фінляндії, Франції, Хорватії, Чехії, Швейцарії, Швеції та Шотландії.
Представник від України включив у свою анкету наступних гравців: 1-ше місце — Френк Лемпард; 2-ге — Стівен Джеррард; 3-тє — Роналдінью; 4-те — Андрій Шевченко; 5-те — Джон Террі.
Кожен із членів журі обирав п'ятьох футболістів, які, на його думку, є найкращими гравцями Європи. За перше місце нараховували 5 очок, за друге — чотири, за третє — три, за четверте — два, за п'яте — одне очко. Переможець максимально міг отримати 260 очок.
Результати голосування були опубліковані 29 листопада 2005 року в журналі France Football (№ 3112).

## Підсумки голосування
Володарем нагороди став 25-річний бразильський атакувальний півзахисник клубу «Барселона» Роналдінью.
Друге та третє місця посіли англійські футболісти Френк Лемпард («Челсі») та Стівен Джеррард («Ліверпуль») відповідно.
Роналдінью став третім бразильським футболістом в історії, після Роналду (1997, 2002) та Рівалдо (1999), який виграв «Золотий м'яч».
| Місце | Гравець             | Клуб              | Країна      | Очки | %      | Місця | Місця | Місця | Місця | Місця | К-ть голосів |
| Місце | Гравець             | Клуб              | Країна      | Очки | %      | 1-ше  | 2-ге  | 3-тє  | 4-те  | 5-те  | К-ть голосів |
| ----- | ------------------- | ----------------- | ----------- | ---- | ------ | ----- | ----- | ----- | ----- | ----- | ------------ |
| 1     | Роналдінью          | Барселона         | Бразилія    | 225  | 86.5 % | 33    | 11    | 4     | 2     |       | 50           |
| 2     | Френк Лемпард       | Челсі             | Англія      | 148  | 56.9 % | 6     | 13    | 15    | 10    | 1     | 45           |
| 3     | Стівен Джеррард     | Ліверпуль         | Англія      | 142  | 54.6 % | 8     | 18    | 7     | 3     | 3     | 39           |
|       |                     |                   |             |      |        |       |       |       |       |       |              |
| 4     | Тьєррі Анрі         | Арсенал (Лондон)  | Франція     | 41   | 15.8 % | 2     | 1     | 6     | 3     | 3     | 15           |
| 5     | Андрій Шевченко     | Мілан             | Україна     | 33   | 12.7 % |       | 3     | 3     | 4     | 4     | 14           |
| 6     | Паоло Мальдіні      | Мілан             | Італія      | 23   | 8.8 %  | 1     | 1     | 2     | 1     | 6     | 11           |
| 7     | Адріану             | Інтер             | Бразилія    | 22   | 8.5 %  |       |       | 4     | 2     | 6     | 12           |
| 8     | Златан Ібрагімович  | Ювентус           | Швеція      | 21   | 8.1 %  |       | 1     | 2     | 4     | 3     | 10           |
| 9     | Кака                | Мілан             | Бразилія    | 19   | 7.3 %  |       | 2     | 1     | 4     | -     | 7            |
| 10    | Самюель Ето'о       | Барселона         | Камерун     | 18   | 6.9 %  |       | 1     | 2     | 3     | 2     | 8            |
| 10    | Джон Террі          | Челсі             | Англія      | 18   | 6.9 %  |       | 1     |       | 3     | 8     | 12           |
|       |                     |                   |             |      |        |       |       |       |       |       |              |
| 12    | Жуніньйо            | Ліон              | Бразилія    | 15   | 5.8 %  |       |       | 1     | 3     | 6     | 10           |
| 13    | Клод Макелеле       | Челсі             | Франція     | 8    | 3.1 %  | 1     |       | 1     |       |       | 2            |
| 14    | Хуан Роман Рікельме | Вільярреал        | Аргентина   | 7    | 2.7 %  |       |       | 1     | 2     |       | 3            |
| 14    | Петр Чех            | Челсі             | Чехія       | 7    | 2.7 %  |       |       | 1     | 1     | 2     | 4            |
| 14    | Дідьє Дрогба        | Челсі             | Кот-д'Івуар | 7    | 2.7 %  |       |       | 1     | 1     | 2     | 4            |
| 14    | Міхаель Баллак      | Баварія (Мюнхен)  | Німеччина   | 7    | 2.7 %  |       |       |       | 3     | 1     | 4            |
| 18    | Зінедін Зідан       | Реал Мадрид       | Франція     | 5    | 1.9 %  | 1     |       |       |       |       | 1            |
| 19    | Джанлуїджі Буффон   | Ювентус           | Італія      | 4    | 1.5 %  |       |       |       | 1     | 2     | 3            |
| 20    | Джеймі Каррагер     | Ліверпуль         | Англія      | 3    | 1.2 %  |       |       | 1     |       |       | 1            |
| 20    | Кріштіану Роналду   | Манчестер Юнайтед | Португалія  | 3    | 1.2 %  |       |       |       | 1     | 1     | 2            |
| 22    | Майкл Ессьєн        | Ліон Челсі        | Гана        | 2    | 0.8 %  |       |       |       | 1     |       | 1            |
| 23    | Луїс Гарсія         | Ліверпуль         | Іспанія     | 1    | 0.4 %  |       |       |       |       | 1     | 1            |
| 23    | Павел Недвед        | Ювентус           | Чехія       | 1    | 0.4 %  |       |       |       |       | 1     | 1            |

Крім того, 26 футболістів були номіновані, але не отримали жодного очка, зокрема:
Девід Бекхем ( Англія), Марк ван Боммел ( Нідерланди), Руд ван Ністелрой ( Нідерланди), Патрік Вієйра ( Франція), Деку ( Португалія), Діда ( Бразилія), Емерсон ( Бразилія), Мауро Каморанезі ( Італія), Фабіо Каннаваро ( Італія), Роберто Карлос ( Бразилія), Грегорі Купе ( Франція), Кріс ( Бразилія), Рой Макай ( Нідерланди), Майкл Оуен  ( Англія), Андреа Пірло ( Італія), Рауль ( Іспанія), Ар'єн Роббен ( Нідерланди), Робінью ( Бразилія), Роналду   ( Бразилія), Вейн Руні ( Англія), Ліліан Тюрам ( Франція), Давід Трезеге ( Франція), Луїш Фігу  ( Португалія), Дієго Форлан ( Уругвай), Хаві ( Іспанія) та Пак Чі Сон ( Південна Корея).

## Цікаві факти
- Розподіл по амплуа серед 24 футболістів згаданих в анкетах наступний: 2 воротарі, 3 захисники, 12 півзахисників та 7 нападників[3].
- З 24 гравців згаданих в анкетах 16 представляли Європу, 5 — Південну Америку та 3 — Африку.
- Роналдінью став 39-м футболістом володарем нагороди «Золотий м'яч».
- 50 з 52-х респондентів включили Роналдінью у свої анкети, 33 з них на перше місце. Жодного голосу за нього не віддали представники Уельсу та Фарерських островів, при цьому на перших місцях у своїх анкетах вони розмістили відповідно Клода Макелеле та Зінедіна Зідана (це єдиний голос за француза в опитуванні).
- Представники Фарерських островів п'ятий рік поспіль не «помічають» переможців опитування у своїх анкетах.
- Вчетверте в історії та вдруге поспіль кожен з призерів опитування набрав більше 50 % можливих очок. Раніше таке ж досягнення було зафіксовано у 1966, 1972 та 2004 роках, причому у 1972 році одразу четверо футболістів набрали більше 50 % можливих очок.
- Вперше у трійку найкращих гравців року увійшли одразу два представники англійського футболу.
- Представник Бразилії вчетверте виграв трофей «Золотий м'яч». Лідерами за кількістю трофеїв залишалися Німеччина та Нідерланди — по 7, у Франції було 6 нагород, Англії — 5, Італії та Бразилії — по 4, в Іспанії та СРСР — було по 3 нагороди.
- 24 згадані в анкетах футболісти представляли 14 країн, зокрема: Бразилію та Англію — по 4, Францію — 3, Італію та Чехію — по 2, Аргентину, Гану, Португалію, Іспанію, Швецію, Камерун, Кот-д'Івуар, Німеччину та Україну — по 1 гравцю.
- 20 років поспіль в заліку опитувань відсутні представники Угорщини, 18 років поспіль — Шотландії, 12 — росії, по 11 — Бельгії та Австрії.
- Усього за 50 років вручення нагороди футболісти Німеччини та Італії згадувалися хоча б одного разу у 48 опитуваннях, футболісти Англії та Франції — у 45, Іспанії — у 43, Нідерландів — у 35, Португалії — у 32, Швеції — у 31, Югославії — у 30, СРСР — у 29, Данії та Бельгії — у 24, Шотландії — у 23, Болгарії — у 22, Угорщини — у 20 опитуваннях.
- Німецькі футболісти найчастіше потрапляли в загальний залік опитувань — 168 разів, італійські — 154, англійські — 127, французькі — 112, нідерландські — 88, іспанські — 80, радянські — 66, португальські — 56, угорські — 50, шведські — 47, югославські — 46, данські — 44, бразильські — 38 разів.
- Водинадцяте лауреатом трофея став представник іспанської першості. Лідером за цим показником залишався італійський чемпіонат — 17 трофеїв, у німецької першості було 9 трофеїв, англійської — 5 трофеїв.
- Вшосте лауреатом опитування став футболіст «Барселони». До Роналдінью, це також вдавалося Луїсу Суаресу (1960), Йогану Кройфу (1973, 1974), Христо Стоїчкову (1994) та Рівалдо (1999).
- «Барселона» стала 3-м клубом представник якого виграв трофей «Золотий м'яч» щонайменше 6 разів. Лідером серед клубів за кількістю нагород залишався «Ювентус», представники якого виграли 8 трофеїв, 7 нагород було у «Мілана», 6 — у «Барселони», по 5 — у «Баварії» та мадридського «Реала».
- Всього в анкетах були згадані гравці з 12 клубів, серед них найбільше було представників «Челсі» — 6, ««Ліверпуля»», «Ювентуса» та «Мілана» — по 3, «Барселони» — 2 гравці.
- Відзначені в анкетах футболісти представляли лише 12 клубів, що стало повторенням (1982) найменшого показника за кількістю представлених клубів.
- Всього за 50 років проведення опитувань в анкетах були згадані 624 футболістів зі 186 клубів. Футболісти «Ювентуса» були згадані хоча б одного разу у 40 опитуваннях, мадридського «Реала» — у 38 опитуваннях, «Барселони» — у 36, «Мілана» — у 35, «Манчестер Юнайтед» — у 34, «Інтернаціонале» — у 33, «Баварії» — у 32, «Аякса» — у 21, «Ліверпуля» — у 20, «Тоттенгем Готспур» та «Фіорентіни» — у 18, «Кельна» — у 17, «Олімпік» (Марсель), «Црвени Звезди» та «Бенфіки» — у 15, празької «Дукли», «Гамбурга», київського «Динамо», «Роми» та «Арсенала»  — у 14 опитуваннях.
- Лідером за кількістю футболістів, які фігурували в опитуваннях щотижневика «Франс Футбол» був «Ювентус» — 39 гравців, мадридський «Реал» представляли 35 гравці, «Мілан» та «Манчестер Юнайтед» — по 31, «Барселону» — 30, «Інтернаціонале» — 22, «Аякс» — 21, «Ліверпуль» — 20, «Баварію» — 18, «Лаціо» — 14, «Кельн» — 13, «Челсі», київське «Динамо» та марсельський «Олімпік» — по 12, «Арсенал» та «Бенфіку» — 11, «Андерлехт», «Црвену Звезду» та «Рому» — по 10 футболістів.
- Вперше в опитуваннях були згадані футболісти 2 клубів — «Ліона» та «Вільярреала». Загальна кількість клубів чиї представники потрапляли в загальний залік опитувань досягла 186.
- Вперше в анкетах респондентів були згадані 8 футболістів, зокрема: Джон Террі, Жуніньйо Пернамбукано, Клод Макелеле, Хуан Роман Рікельме, Петр Чех, Джеймі Каррагер, Майкл Ессьєн та Луїс Гарсія.
- Загалом 625 згаданих в анкетах гравців за історію проведення опитувань представляли 45 країн. Лідерами за кількістю таких футболістів були Німеччина та Англія — по 55, а також Італія — 53 гравці. У десятку лідерів також входили Франція — 47, Іспанія — 38, Нідерланди — 34, СРСР — 29, Югославія — 25, Швеція та Португалія — по 23 гравці.
- Паоло Мальдіні та Зінедін Зідан вдесяте потрапили у заліки опитувань. Рекордсменами за кількістю потраплянь у заліки опитувань залишалися Франц Бекенбауер та Йоган Кройф — в обох по 12, у Еусебіу та Мішеля Платіні було 11, у Льва Яшина, Джанні Рівери, Герда Мюллера, Мікаеля Лаудрупа, Паоло Мальдіні та Зінедіна Зідана — по 10, у Боббі Чарлтона, Сандро Маццоли — було по 9 потраплянь.
- Андрій Шевченко вп'яте потрапив у п'ятірку найкращих. Серед його здобутків: одне 1-ше місце (2004), два других (1999, 2000), одне — 4-те (2003) та одне 5-те місце (2005). Лідером за кількістю потраплянь у чільну п'ятірку залишався Франц Бекенбауер — 10 разів, далі розташовувалися Мішель Платіні — 8, Йоган Кройф — 7, Еусебіу — 6, а також Карл-Гайнц Румменігге, Луїс Суарес, Зінедін Зідан та Андрій Шевченко — по 5 разів.
- Франц Бекенбауер також залишався лідером за кількістю потраплянь у 10-ку найкращих — 11 разів, за ним розташовувалися Мішель Платіні та Йоган Кройф — по 9, Еусебіу, Джанні Рівера та Герд Мюллер — по 8, Боббі Чарлтон та Карл-Гайнц Румменігге — по 7 разів. Серед діючих гравців найбільше потраплянь у чільку десятку мали — Рауль Гонсалес, Зінедін Зідан, Андрій Шевченко та Тьєррі Анрі — по 6. Причому Тьєррі Анрі шостий рік поспіль потрапляв у чільну десятку.